# Seleção Gagauz de Futebol
A Seleção Gagauz de Futebol é uma equipe de futebol formada por jogadores da Gagaúzia, uma região autônoma situada no sul da Moldávia. Como não é filiada à FIFA nem à UEFA, a seleção não pode disputar partidas oficiais com outras seleções filiadas.
Disputou apenas um torneio em sua curta história: a ELF Cup de 2006, onde enfrentou as seleções de Zanzibar (empate), Quirguistão e Groenlândia (derrota em ambas as partidas). Além das 3 seleções citadas, disputaram o torneio Tibete, Chipre do Norte, Tajiquistão e Tártaros da Crimeia.
As cores do uniforme da Seleção Gagauz são verde e amarelo, não azul, branco e vermelho, as cores da bandeira do território.

## Jogos
| Data                   | Placar | Adversário  | Local   |
| ---------------------- | ------ | ----------- | ------- |
| 19 de novembro de 2006 | 0 - 2  | Groenlândia | Cirênia |
| 20 de novembro de 2006 | 2 - 6  | Quirguistão | Cirênia |
| 21 de novembro de 2006 | 1 - 1  | Zanzibar    | Cirênia |

## Jogadores que participaram da campanha gagauz na ELF Cup de 2006
| - Anatoli Arabadji - Vitali Braguta - Serghei Peretruhim - Piotr Marcov | - Serghei Iabanji - Emil Gulu - Serghei Deliperi - Leonid Copusciu | - Denis Ceavdari - Ivan Caraciot - Vasili Garizan - Feodor Trandafil | - Vladislav Songroy - Maxsim Trandafil - Lura Bodiu - Fiodor Manolov |